# Alostase
Alostase é o processo de alcançar a estabilidade, ou homeostase, através de mudanças fisiológicas ou de comportamento. Isto pode ser realizado por meio de uma alteração no eixo HPA hormônios, o sistema nervoso autônomo, citocinas, ou um número de outros sistemas e, em geral, adaptável a curto prazo (McEwen & Wingfield 2003). Alostase é essencial para manter a viabilidade interna em condições de mudança (Sterling & Eyer 1988; McEwen 1998a; McEwen 1998b; Schulkin 2003).
Alostase fornece compensação para vários problemas, como insuficiência cardíaca, insuficiência renal, insuficiência hepática. No entanto, tais estados alostáticos são inerentemente frágeis, e a descompensação pode ocorrer rapidamente, como na  insuficiência cardíaca aguda descompensada.

## A natureza do conceito
O conceito de alostase foi proposto por Sterling e Eyer, em 1988, para descrever um processo adicional de restabelecer a homeostase, mas aquele que responde a um desafio, em vez de um subtil fluxo e refluxo. Esta teoria sugere que tanto a homeostase como alostase são endógenos, responsáveis por manter a estabilidade interna de um organismo. A homeostase, do grego homeo, significa "semelhante", enquanto a estase significa "estabilidade". Alostase foi cunhada da mesma forma, a partir do grego allo, que significa "variável;" assim, "mantendo-se estável por ser variável" (Sterling & Eyer 1988; Klein 2004). A regulação alostática reflete, pelo menos em parte, envolvimento cefálico nos principais eventos regulatórios, em que a regulação fisiológica sistémica é antecipada (Sterling & Eyer 1988; Schulkin 2003). O termo Heterostase também é utilizado no lugar de Alostase, particularmente onde as mudanças de estado são em número finito e, portanto, discretas (e.g. processos computacionais).

Estados Wingfield:
O conceito de alostase, manter a estabilidade através da mudança, é um processo fundamental através do qual os organismos ativamente ajustam, tanto para eventos previsíveis como imprevisíveis... carga alostática refere-se ao custo acumulado para o corpo de alostase, com sobrecarga alostática... sendo um estado em que graves fisiopatologias podem ocorrer... Usando o equilíbrio entre a entrada de energia e despesas como a base para a aplicação do conceito de alostase, dois tipos de sobrecarga alostática têm sido propostos (Wingfield 2003).
Sterling (2004) propõe seis princípios inter-relacionados que fundamentam a alostase:
1. Os organismos são concebidos para ser eficientes
2. A eficiência exige reciprocidade de ganhos e perdas (trade-off)
3. A eficiência também requer ser capaz de prever as necessidades futuras
4. Tal previsão, requer que cada sensor se adapte para o intervalo esperado de entrada
5. A previsão também exige que cada efetor adapte a sua saída para o intervalo esperado necessário
6. A introdução assistida da regulação depende do comportamento, enquanto mecanismos neurais também se adaptam.

## O contraste com a homeostase
A diferença entre alostase e a homeostase é popularizada por Robert Sapolsky no livro Por que as zebras não têm úlceras:
A homeostase é a regulação do corpo para um equilíbrio, por um único ponto de ajuste, tais como o nível de oxigénio no sangue, a glicose no sangue ou o pH do sangue. Por exemplo, se uma pessoa a andar no deserto está quente, o corpo vai suar e vai rapidamente tornar-se desidratado. Alostase é a adaptação, mas em relação a um equilíbrio mais dinâmico. Na desidratação, o suor ocorre como apenas uma pequena parte do processo em que muitos outros sistemas também vão adaptar o seu funcionamento, tanto para reduzir o uso de água como para apoiar a variedade de outros sistemas que se alteram para ajudar. Neste caso, os rins podem reduzir a produção de urina, a membrana mucosa da boca, nariz e os olhos podem secar; urina e suor  irão diminuir; o lançamento de arginina vasopressina (AVP) irá aumentar; e veias e artérias vão contrair-se para manter a pressão arterial com um menor volume de sangue.

## Tipos
McEwen e Wingfield propõem dois tipos de carga alostática que resultam em diferentes respostas:-
Sobrecarga alostática tipo 1 ocorre quando a procura de energia excede a oferta, resultando na ativação do estado de histórico de vida de emergência. Isso serve para direcionar o animal a afastar-se dos estados da vida normal, passando a um modo de sobrevivência que diminui a carga alostática e recupera o balanço energético positivo. O ciclo de vida normal pode ser retomado quando a perturbação passa.

Sobrecarga alostática tipo 2 começa quando há suficiente ou até mesmo excesso de consumo de energia acompanhado de conflitos sociais e de outros tipos de disfunção social. O último é o caso da sociedade humana em determinadas situações que afetam os animais em cativeiro. Em todos os casos, a secreção de glucocorticosteróides e atividade de outros mediadores de alostase, tais como o sistema nervoso autónomo, neurotransmissores CNS e citocinas inflamatórias aumentam e diminuem com a carga alostática. Se a carga alostática é cronicamente elevada, desenvolvem-se patologias. A sobrecarga alostática tipo 2 não desencadea uma fuga de resposta, e só pode ser combatida através da aprendizagem e da mudança na estrutura social (McEwen & Wingfield 2003; Sterling & Eyer 1988)
Considerando que ambos os tipos de alostase estão associados com aumento da libertação de cortisol e catecolaminas, estes afetam diferencialmente tireóide homeostase: concentrações do hormônio da tireóide triiodothyronine diminuem na alostase tipo 1, mas elevada na alostase tipo 2.

## Carga alostática
No longo prazo, alterações alostáticas podem não ser adaptáveis, bem como a continuidade de mudanças alostáticas durante um longo período de tempo podem resultar em desgaste, a chamada carga alostática. Se um indivíduo desidratado é ajudado, mas continua sob pressão e, portanto, não restabelece o normal funcionamento do corpo, o sistema vai descarregar-se. O corpo humano é adaptável, mas não é possível manter a sobrecarga alostática por muito tempo sem consequência.

## Controvérsia
Trevor A. Day argumentou que o conceito de alostase não é mais do que uma mudança de nome original do conceito de homeostase (Day 2005).

## Leitura complementar
- Schulkin, J. (2011). Social Allostasis: Anticipatory Regulation of the Internal Milieu, Frontiers in Evolutionary Neuroscience, com um parágrafo inteiro dedicado à definição de alostase